# 張稷
張稷（ちょう しょく、元嘉28年（451年）- 天監12年2月25日（513年3月17日））は、南朝梁の官僚・軍人。字は公喬。本貫は呉郡呉県。兄は張瓌。

## 経歴
宋の右光禄大夫の張永（張岱の兄）の子として生まれた。軽率な性格ながら才知と計略に長けており、族兄の張充・張融・張巻らとともに名を知られ、四張と称された。著作佐郎として起用されたが、受けなかった。相次いで父母が死去したため、張稷は合わせて6年間墓のそばに廬を結んで喪に服した。喪が明けると、驃騎法曹行参軍となり、外兵参軍に転じた。
斉の永明年間、剡県県令となったが、行政事務をほとんど見ず、山水で遊んでいることが多かった。永明4年（486年）、唐㝢之が反乱を起こすと、張稷は剡県の人々を督励して、県境を守った。入朝して太子洗馬・大司馬東曹掾・建安王友・大司馬従事中郎を歴任した。武陵王蕭曄が護軍将軍となると、張稷はその下で護軍司馬をつとめた。ほどなく揚州治中となった。延興元年（494年）、西昌侯蕭鸞が揚州刺史となると、張稷はその下で揚州別駕をつとめた。
建武2年（495年）、北魏が寿春に侵攻してきたため、張稷は寧朔将軍・軍主となり、尚書僕射の沈文季を補佐して豫州に駐屯した。北魏の大軍に包囲され、沈文季は軍の運用を張稷に任せた。魏軍が撤退すると、張稷は平西司馬・寧朔将軍・南平内史に転じた。建武4年（497年）、北魏が雍州に侵攻してくると、張稷は都督荊雍諸軍事となり、援軍に向かった。ときに雍州刺史の曹虎は樊城に避難していたため、張稷に知州事をまかせた。魏軍が撤退すると、張稷は荊州に帰った。黄門侍郎に任じられ、平西司馬・新興永寧二郡太守となった。永寧郡の名が父の諱を冒していたことから、永寧郡を長寧郡と改めさせた。ほどなく司徒司馬に転じ、輔国将軍の号を加えられた。
永元元年（499年）、江州刺史の陳顕達が挙兵して反乱を起こすと、張稷は歴陽南譙二郡太守となり、鎮南長史・尋陽郡太守・輔国将軍・行江州事として転出した。永元2年（500年）、建康に召還され、持節・輔国将軍・都督北徐州諸軍事・北徐州刺史とされた。白下城に宿営していたところ、都督南兗州諸軍事・南兗州刺史に任じられた。まもなく都督北徐徐兗青冀五州諸軍事に進められた。永元3年（501年）、建康に召還されて侍中となり、宮城に宿衛した。蕭衍の東征軍が建康までやってくると、兼衛尉の江淹が逃亡したため、張稷は兼衛尉とされ、王瑩を補佐して都督城内諸軍事をつとめた。
ときに東昏侯が淫虐のかぎりを尽くし、蕭衍の軍が長らく建康を包囲していたことから、城内には敗亡の空気が漂っていたが、あえて行動を起こす者もいなかった。そこで張稷は北徐州刺史の王珍国と謀って、含徳殿で直閤の張斉に東昏侯を殺害させた。張稷は尚書右僕射の王亮らの群臣を召し出すと、殿前の西鍾の下に整列させて、蕭衍への帰順を表明した。国子博士の范雲や舎人の裴長穆らを石頭城の蕭衍のもとに派遣した。蕭衍は張稷を侍中・左衛将軍に任じた。中興2年（502年）、蕭衍が総百揆とされると、張稷は大司馬左司馬に転じた。蕭衍が梁公に封じられると、張稷は梁国の散騎常侍・中書令とされた。
同年（天監元年）、蕭衍が帝位につくと、張稷は功により江安県侯に封じられた。さらに侍中・国子祭酒とされ、驍騎将軍の号を受けた。護軍将軍・揚州大中正に転じたが、事件に連座して免官された。ほどなく度支尚書・前将軍・太子右衛率とされたが、また公の事件によって罪を問われて免官された。まもなく祠部尚書となり、散騎常侍・都官尚書・揚州大中正に転じ、本職のまま軍事を管轄した。天監4年（505年）、領軍将軍に転じた。
北魏が青州に侵攻してくると、張稷は仮節・行青州事とされた。たまたま魏軍が撤退したため、そのまま散騎常侍・領軍将軍・呉興郡太守として出向した。遺老の安否を問い、その子孫を引き立てて右職として任用し、寛大な統治で知られた。天監7年（508年）、雲麾将軍の号に進められ、尚書左僕射として召還された。天監10年（511年）、使持節・散騎常侍・都督青冀二州諸軍事・安北将軍・青冀二州刺史として出向した。北魏の盧昶が朐山を占拠して朐山の戦いが起こると、張稷は補給を担当して朐山を包囲する馬仙琕を支えた。天監11年（512年）、鎮北将軍の号に進められた。
鬱洲は北魏との国境にあって、北魏と通じる者も少なくなかった。しかし張稷は防備を緩め、属吏たちが利権漁りをするのも黙認した。天監12年（513年）2月、鬱洲の徐道角らが州城を夜襲し、張稷は殺害された。その首級は北魏の首都の洛陽に送られた。享年は63。

## 子女
- 張嵊（長男）
- 張準（三男）
- 張伊（四男、字は懐尹）
- 張霍（五男、字は希光）
- 張畯（六男、字は農人）
- 張楚瑗（長女、会稽孔氏にとついだが、子ができず実家に帰された。張稷が殺害されたとき、身をもって刃からかばい、父に先だって死去した）

## 伝記資料
- 『梁書』巻16 列伝第10
- 『南史』巻31 列伝第21